# ロケット・レコード
ロケット・レコード（The Rocket Record Company）は、1973年にエルトン・ジョン、バーニー・トーピン、ガス・ダッジョン、スティーヴ・ブラウン、その他によって設立されたレコード・レーベルである。エルトン・ジョンのヒット曲「ロケット・マン」にちなんで名付けられた。このレーベルはもともと英国ではアイランドによって、米国ではMCAレコードによって配給されていた。どちらもエルトン・ジョンと契約していた（1976年以降）。

## 略歴
レーベルに最初にサインしたアーティストはスタックリッジで、MCAレコードより移籍してロケット・レコードから2枚のアルバムを完成させた。また、クリフ・リチャード、ニール・セダカ（1970年代半ばに最も成功した3枚のアルバムがロケットにて収録された）、コリン・ブランストーン、ハドソン・ブラザーズ、ブルー、キキ・ディー、ジュディ・ツーク、ランブレッタス、ジュニア・キャンベル、ブライアン&ブレンダ・ラッセル、オランダのバンドであるソリューションのホーム・レーベルともなった。ジョンはイギー・ポップ・アンド・ザ・ストゥージズのレーベルへの契約を申し出たが、彼らはこれを辞退した。1976年にジョンがイギリスのレーベルDJMレコードを辞めた後、彼のレコードは大西洋の両側でロケット・レコードからもリリースされた。このレーベルはまた、英国中から才能を集めようとし、今日の音を録音して明日には発表するというバンドの広告を『メロディ・メイカー』誌に掲載した。『499 2139』（偶然スタジオの電話番号だった）と呼ばれるアルバムで、彼らはピート・ウォーターマン（ストック・エイトキン・ウォーターマンとして名声を得る）の才能に目を向けた。ウォーターマンと当時のアシスタントであるトニー・キーズは、アルバム・チャートでは最下位をうろうろしただけだったものの、ランブレッタスのシングル「Go Steady」という楽曲などで、ユニークな音楽のミクスチュアをレコーディングしてプロデュースした。
アメリカとカナダでは、ジョンの自身のレーベルにおける在籍期間は短かった。1枚のアルバム『蒼い肖像』、および数枚のシングル（ヒット曲「Don't Go Breaking My Heart」「Sorry Seems to Be the Hardest Word」を含む）を発表した後、彼はMCAレコードへと戻った。その時点で、ロケット・レコードがMCAレコードから削除された後、配給をRCAレコードに切り替えた。このレーベルは1980年代初頭にアメリカで製造中止となり、その後1995年にジョンのアルバム『メイド・イン・イングランド』で再起動され、アイランド・レコードから配給された。1997年のアルバム『ビッグ・ピクチャー』とシングル「キャンドル・イン・ザ・ウィンド 1997」は、義姉妹にあたるA&Mレコードによってアメリカで配給された。
英国では、ジョンのレコードは1976年以降、ロケット・レコードから継続的にリリースされた。1978年に配給をフォノグラムに移籍し、1995年にマーキュリー・レコードに移籍した。このときまで、ジョンがレーベル唯一のアーティストだった。
MCAレコードの当時の親会社であるシーグラムが、1998年にアイランド、マーキュリー、およびA&Mの所有者であるポリグラムを買収したとき、エルトン・ジョンの音楽に対する世界的な販売権が統合された。シーグラムのレコーディング業務を監督したユニバーサル ミュージック グループが、現在、エルトン・ジョン自身と共同でエルトン・ジョンのカタログを所有しており、世界中で配給を続けている。

## 最近の略歴
1999年、ロケット・レコードはアイランド・デフ・ジャム・ミュージック・グループに吸収され、IDJのマーキュリー・レコード部門の傘下で運営されるようになった。ただし、2007年まではすべての新しいエルトン・ジョンのリリース作品でこのロゴが使用されていた。その名前は、2006年にプラチナム・ウィアード (Platinum Weird)のアルバムで復活した。2011年、ジョンは、ロケット・ミュージック・エンタテインメント・グループ (Rocket Music Entertainment Group)という会社を設立した。
レーベルは現在も存在しているが、レオン・ラッセルとの2010年一度限りのコラボレーション・アルバム『ザ・ユニオン』には当時のロケットのロゴがあるものの、2004年のアルバム『ピーチ・ツリー・ロード』以降、ジョン自身がロケット・レコードからスタジオ・アルバムをリリースしていないため、3人の新しいアーティストが契約しているだけである。それ以外、ロケット・レコードは主に、エド・シーランやスクイーズのクリス・ディフォードなどの地位が確立されたアーティストと、アン・マリーやジェイク・アイザックなどの今後のアーティストを扱うマネージメント会社となっている。

## 主なアーティスト
- エルトン・ジョン (Elton John)
- ロングダンサー (Longdancer) (デイヴ・スチュワート)
- デイヴィー・ジョンストン / チャイナ (Davey Johnstone / China)
- ナイジェル・オルソン (Nigel Olsson)
- キキ・ディー (Kiki Dee)
- クリフ・リチャード (Cliff Richard)
- ニール・セダカ (Neil Sedaka)
- スタックリッジ (Stackridge)
- ソリューション (Solution)
- ジュニア・キャンベル (Junior Campbell)
- コリン・ブランストーン (Colin Blunstone)
- ブライアン&ブレンダ・ラッセル (Brian & Brenda Russell)
- ブルー (Blue)
- ハドソン・ブラザーズ (Hudson Brothers)
- アラン・ハル / ラディエーター (Alan Hull / Radiator)
- ジュディ・ツーク (Judie Tzuke)
- ルル (Lulu)
- ランブレッタス (The Lambrettas)
- ジョー・ルメール&フルーズ (Jo Lemaire & Flouze)
- ジョニー・ワーマン (Johnny Warman)
- ドラマティス (Dramatis)
- フレッド・ウェドロック (Fred Wedlock)
- ランディ・エデルマン (Randy Edelman)
- ライアン・ドーン (Ryan Downe)
- プラチナム・ウィアード (Platinum Weird)
- ザ・モアーズ (The Moirs)
- マル・ポープ (Mal Pope)
- エド・シーラン (Ed Sheeran)
- ジミーズ・チキン・シャック (Jimmie's Chicken Shack)
- クリス・ディフォード (Chris Difford)